# Джеймс Аденії
Сегун Джеймс Аденії (англ. Segun James Adeniyi, нар. 20 грудня 1992, Лагос, Нігерія) — нігерійський футболіст, нападник клубу «Скендербеу».
Чемпіон Албанії. Володар Кубка Албанії, Суперкубка Албанії.

## Ігрова кар'єра
У дорослому футболі дебютував 2012 року виступами за команду клубу «Бюліс», в якій провів один сезон, взявши участь у 22 матчах чемпіонату.
Протягом сезону 2012—2013 на правах оренди захищав кольори команди клубу «Томорі».
2014 року уклав контракт з клубом «Лачі», у складі якого провів наступні два роки своєї кар'єри гравця. Більшість часу, проведеного у складі «Лачі», був основним гравцем атакувальної ланки команди. У складі «Лачі» був одним з головних бомбардирів команди.
До складу клубу «Скендербеу» приєднався 2016 року.

## Статистика виступів

### Статистика клубних виступів
| Сезон                  | Команда                | Чемпіонат              | Чемпіонат | Чемпіонат | Національний кубок | Національний кубок | Національний кубок | Континентальні кубки | Континентальні кубки | Континентальні кубки | Інші змагання | Інші змагання | Інші змагання | Усього | Усього |
| Сезон                  | Команда                | Ліга                   | Ігор      | Голів     | Ліга               | Ігор               | Голів              | Ліга                 | Ігор                 | Голів                | Ліга          | Ігор          | Голів         | Ігор   | Голів  |
| ---------------------- | ---------------------- | ---------------------- | --------- | --------- | ------------------ | ------------------ | ------------------ | -------------------- | -------------------- | -------------------- | ------------- | ------------- | ------------- | ------ | ------ |
| січ.-лип. 2012         | «Бюліс»                | КС                     | 0         | 0         | КА                 | 0                  | 0                  | -                    | -                    | -                    | -             | -             | -             | 0      | 0      |
| 2012-січ. 2013         | «Бюліс»                | КС                     | 6         | 0         | КА                 | 2                  | 1                  | -                    | -                    | -                    | -             | -             | -             | 8      | 1      |
| січ.-лип. 2013         | «Томорі»               | КС                     | 12        | 2         | КА                 | 0                  | 0                  | -                    | -                    | -                    | -             | -             | -             | 12     | 2      |
| 2013-січ. 2014         | «Бюліс»                | КС                     | 16        | 1         | КА                 | 1                  | 1                  | -                    | -                    | -                    | -             | -             | -             | 17     | 2      |
| Усього за «Бюліс»      | Усього за «Бюліс»      | Усього за «Бюліс»      | 22        | 1         |                    | 3                  | 2                  |                      | -                    | -                    |               | -             | -             | 25     | 3      |
| січ.-лип. 2014         | «Лачі»                 | КС                     | 11        | 4         | КА                 | 1                  | 0                  | ЛЄ                   | -                    | -                    | СА            | -             | -             | 12     | 4      |
| 2014–15                | «Лачі»                 | КС                     | 27        | 11        | КА                 | 6                  | 5                  | ЛЄ                   | 4                    | 2                    | -             | -             | -             | 37     | 18     |
| 2015-лют. 2016         | «Лачі»                 | КС                     | 17        | 9         | КА                 | 3                  | 5                  | ЛЄ                   | 2                    | 0                    | СА            | 1             | 2             | 23     | 16     |
| Усього за «Лачі»       | Усього за «Лачі»       | Усього за «Лачі»       | 55        | 24        |                    | 10                 | 10                 |                      | 6                    | 2                    |               | 1             | 2             | 72     | 38     |
| лют.-лип. 2016         | «Скендербеу»           | КС                     | 17        | 6         | КА                 | 2                  | 1                  | ЛЧ+ЛЄ                | -                    | -                    | СА            | -             | -             | 19     | 7      |
| 2016–17                | «Скендербеу»           | КС                     | 23        | 5         | КА                 | 3                  | 3                  | -                    | -                    | -                    | СА            | 1             | 0             | 27     | 8      |
| Усього за «Скендербеу» | Усього за «Скендербеу» | Усього за «Скендербеу» | 40        | 11        |                    | 5                  | 4                  |                      | -                    | -                    |               | 1             | 0             | 46     | 15     |
| Усього за кар'єру      | Усього за кар'єру      | Усього за кар'єру      | 129       | 38        |                    | 18                 | 16                 |                      | 6                    | 2                    |               | 2             | 2             | 155    | 58     |

## Досягнення
- Володар Кубка Албанії (2):

«Лачі»: 2014-15
«Скендербеу»: 2017-18
- Володар Суперкубка Албанії (1):

«Лачі»: 2015
- Чемпіон Албанії (2):

«Скендербеу»: 2015-16, 2017-18
- Володар Кубка Азербайджану (1):

«Габала»: 2018-19